# درين (أمجز)
درین (بالفارسية: درین) هي قرية تقع في إيران في قسم أمجز الريفي. يقدر عدد سكانها بـ 18 نسمة.